# باشگاه فوتبال خزر لنکران
باشگاه فوتبال آلیانس لنکران (به ترکی آذربایجانی: Xəzər Lənkəran Futbol Klubu) از پرطرفدارترین و پرافتخارترین باشگاه‌های فوتبال آذربایجانی بود که در سال ۲۰۰۴ در شهر لنکران تأسیس شده‌است و این باشگاه در لیگ برتر فوتبال جمهوری آذربایجان بازی می‌کرد. ورزشگاه شهر لنکران محل انجام بازی‌های خانگی این تیم بود. باشگاه فوتبال خزر لنکران سابقه قهرمانی در جام حذفی فوتبال جمهوری آذربایجان و لیگ برتر فوتبال جمهوری آذربایجان در کارنامه افتخارات خود دارد.

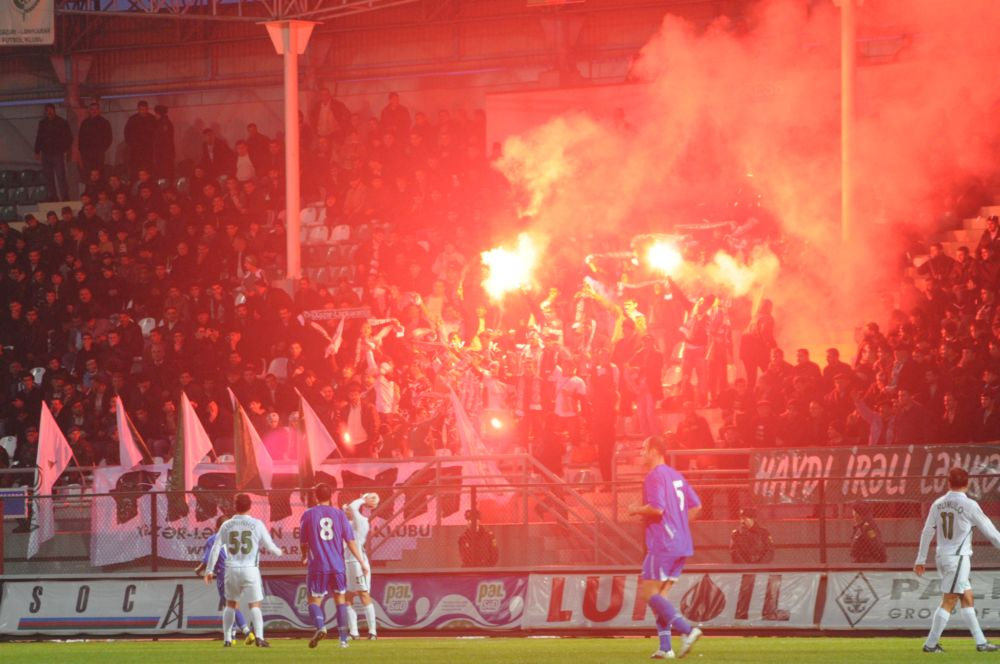
طرفداران خزر لنکران در یکی از بازی‌هایش در لیگ برتر فوتبال جمهوری آذربایجان

علی عاقبتی  نخستین ایرانی لیگ عالی این کشور میباشد که در سال ۱۳۹۶ از تیم بادران تهران به این تیم پیوست.

## سرمربی ایرانی
قاسم دهنوی هافبک شماره هشت اسبق پرسپولیس که مدتی نیز در تراکتور عضویت داشت، بعد از پشت سر گذاشتن کلاس‌های مربیگری و تجربه‌ای کوتاه مدت در فوتبال ایران در رده‌های پایین‌تر اکنون کار را در لیگ دسته دوم آذربایجان با هدایت تیم خزر لنکران دنبال خواهد کرد.
دهنوی با قراردادی سه ساله هدایت این تیم را عهده‌دار شده است. این تیم فصل گذشته در هفته پایانی از دستیابی به امتیاز صعود به دسته اول بازماند و کار را اکنون با هدایت سرمربی ایرانی‌اش با هدف صعود دنبال خواهد کرد.
نکته جالب توجه اینکه قهرمان اسبق لیگ آذربایجان پیش از این سرمربیانی صاحبنام همچون جان توشاک، مصطفی دنیزلی و ... را روی نیمکت خود داشته و اکنون باید دید قاسم دهنوی چه عملکردی را در این تیم دنبال خواهد کرد.
| فصل     | لیگ | عنوان                                 | بازی                                  | برد                                   | مساوی                                 | باخت                                  | گل زده                                | گل خورده                              | امتیاز                                | جام حذفی   |
| ------- | --- | ------------------------------------- | ------------------------------------- | ------------------------------------- | ------------------------------------- | ------------------------------------- | ------------------------------------- | ------------------------------------- | ------------------------------------- | ---------- |
| ۲۰۰۴–۰۵ | ۱اُم | ۲                                     | ۳۴                                    | ۲۴                                    | ۶                                     | ۴                                     | ۶۸                                    | ۱۵                                    | ۷۸                                    | نیمه‌پایانی |
| ۲۰۰۵–۰۶ | ۱اُم | ۷                                     | ۲۶                                    | ۹                                     | ۹                                     | ۸                                     | ۲۷                                    | ۱۸                                    | ۳۶                                    | نیمه‌پایانی |
| ۲۰۰۶–۰۷ | ۱اُم | ۱                                     | ۲۴                                    | ۱۷                                    | ۵                                     | ۲                                     | ۵۰                                    | ۱۶                                    | ۵۶                                    | قهرمان     |
| ۲۰۰۷–۰۸ | ۱اُم | ۴                                     | ۲۶                                    | ۱۴                                    | ۱۰                                    | ۲                                     | ۴۴                                    | ۱۶                                    | ۵۲                                    | قهرمان     |
| ۲۰۰۸–۰۹ | ۱اُم | ۴                                     | ۲۶                                    | ۱۵                                    | ۵                                     | ۶                                     | ۴۹                                    | ۲۱                                    | ۵۰                                    | ۱/۴ پایانی |
| ۲۰۰۹–۱۰ | ۱اُم | ۴                                     | ۴۲                                    | ۱۸                                    | ۱۷                                    | ۷                                     | ۴۸                                    | ۲۵                                    | ۷۱                                    | نائب‌قهرمان |
| ۲۰۱۰–۱۱ | ۱اُم | ۲                                     | ۳۲                                    | ۱۶                                    | ۱۲                                    | ۴                                     | ۳۸                                    | ۱۸                                    | ۶۰                                    | قهرمان     |
| ۲۰۱۱–۱۲ | ۱اُم | ۲                                     | ۳۲                                    | ۱۷                                    | ۸                                     | ۷                                     | ۴۴                                    | ۲۸                                    | ۵۹                                    | ۱/۴ پایانی |
| ۲۰۱۲–۱۳ | ۱اُم | سقوط به لیگ دسته اول فوتبال آذربایجان | سقوط به لیگ دسته اول فوتبال آذربایجان | سقوط به لیگ دسته اول فوتبال آذربایجان | سقوط به لیگ دسته اول فوتبال آذربایجان | سقوط به لیگ دسته اول فوتبال آذربایجان | سقوط به لیگ دسته اول فوتبال آذربایجان | سقوط به لیگ دسته اول فوتبال آذربایجان | سقوط به لیگ دسته اول فوتبال آذربایجان | ۱٫۴پایانی  |